# Свистун серамський
Свистун серамський (Pachycephala macrorhyncha) — вид горобцеподібних птахів родини родини свистунових (Pachycephalidae). Мешкає в Індонезії і Східному Тиморі. Виділяють низку підвидів. Входить до видового комплексу золотистого свистуна.

## Підвиди
Виділяють десять підвидів:

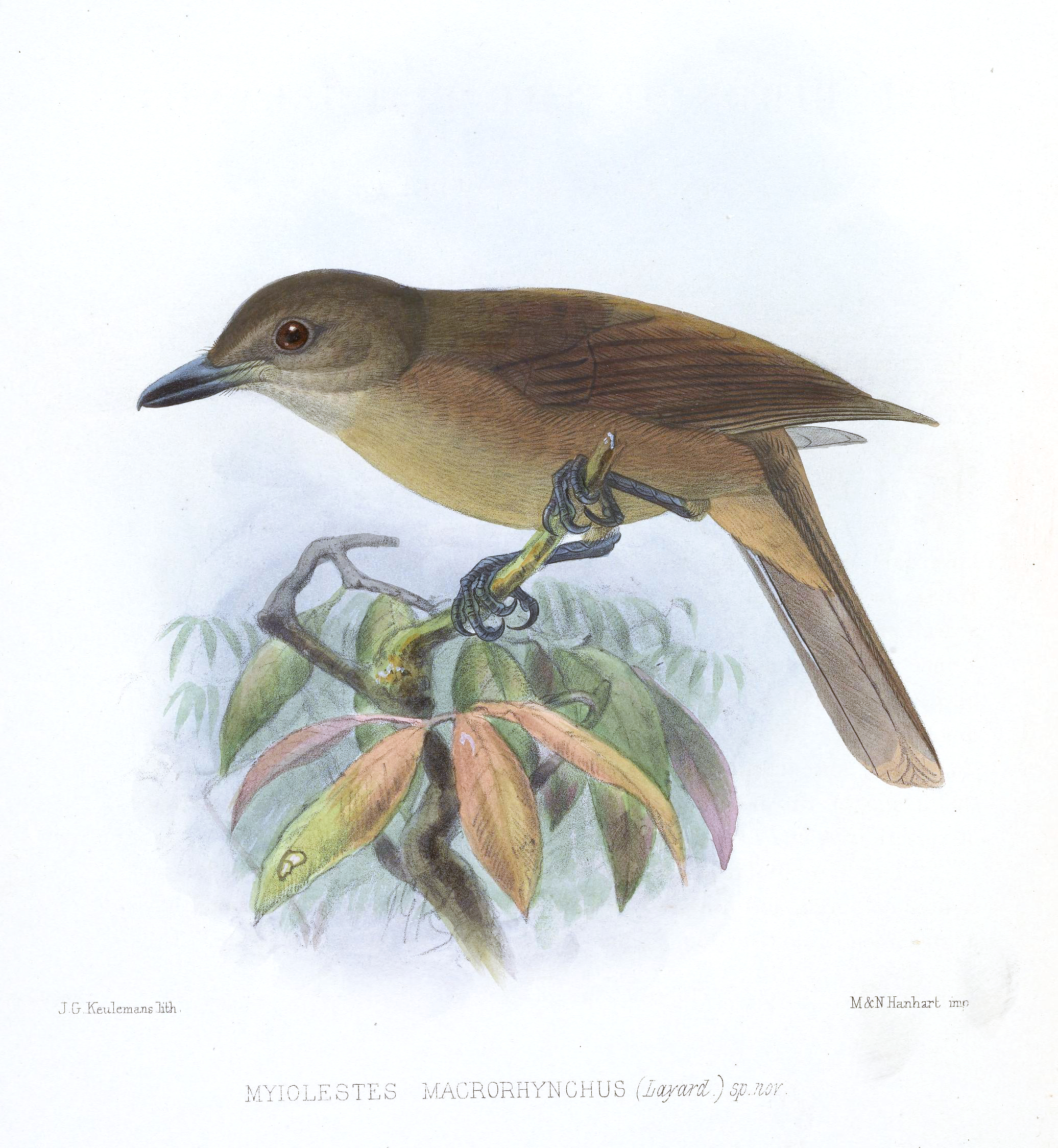
Самиця серамського свистуна

- P. m. calliope Bonaparte, 1850 — острови Тимор, Ветар і Семау[en];
- P. m. sharpei Meyer, AB, 1884 — острів Бабар[en];
- P. m. dammeriana Hartert, E, 1900 — острів Дамар[en];
- P. m. par Hartert, E, 1904 — острів Романґ[en];
- P. m. compar Hartert, E, 1904 — острови Леті[en] і Моа[en];
- P. m. fuscoflava Sclater, PL, 1883 — острови Танімбар;
- P. m. macrorhyncha Strickland, 1849 — острови Амбон і Серам;
- P. m. buruensis Hartert, E, 1899 — острів Буру;
- P. m. clio Wallace, 1863 — острови Сула[en];
- P. m. pelengensis Neumann, 1941 — острів Банґай[en].

## Поширення і екологія
Серамські свистуни поширені в центральній і південно-східній Воллесії, на островах моря Банда. Вони живуть в тропічних лісах.